# 拉里·喬·坎貝爾
拉里·喬·坎貝爾（Larry Joe Campbell，1970年11月29日—）是美國的一位演員和喜劇演員。他最著名的作品是在ABC情景喜劇老爸說了算中飾演Andy角色。他出生在密歇根州凱迪拉克。

## 外部連結
- 拉里·喬·坎貝爾在互联网电影资料库（IMDb）上的資料（英文）